# 薩爾巴赫河 (蓋爾佩河支流)
51°12′40.24″N 7°9′57.15″E / 51.2111778°N 7.1658750°E

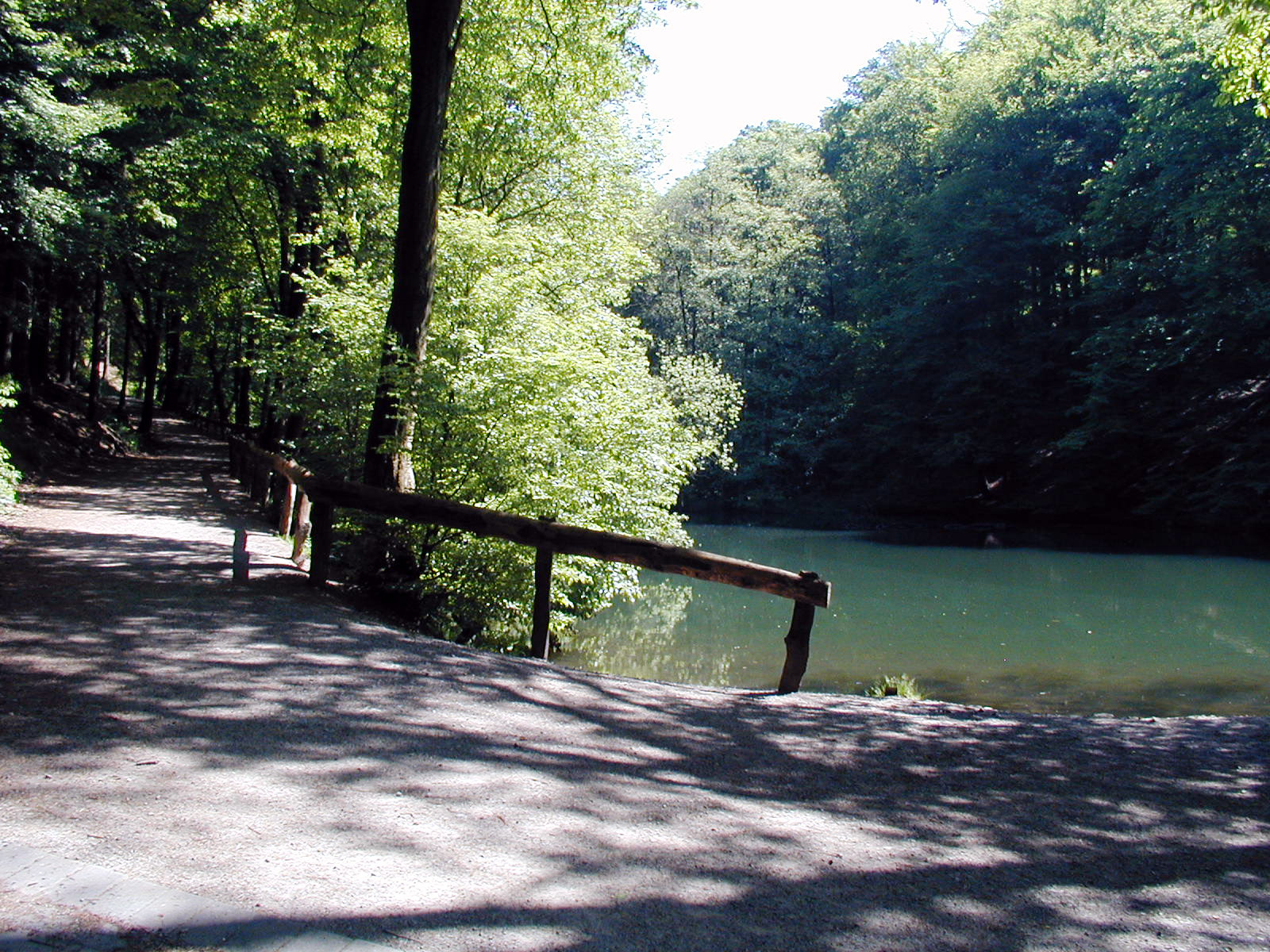

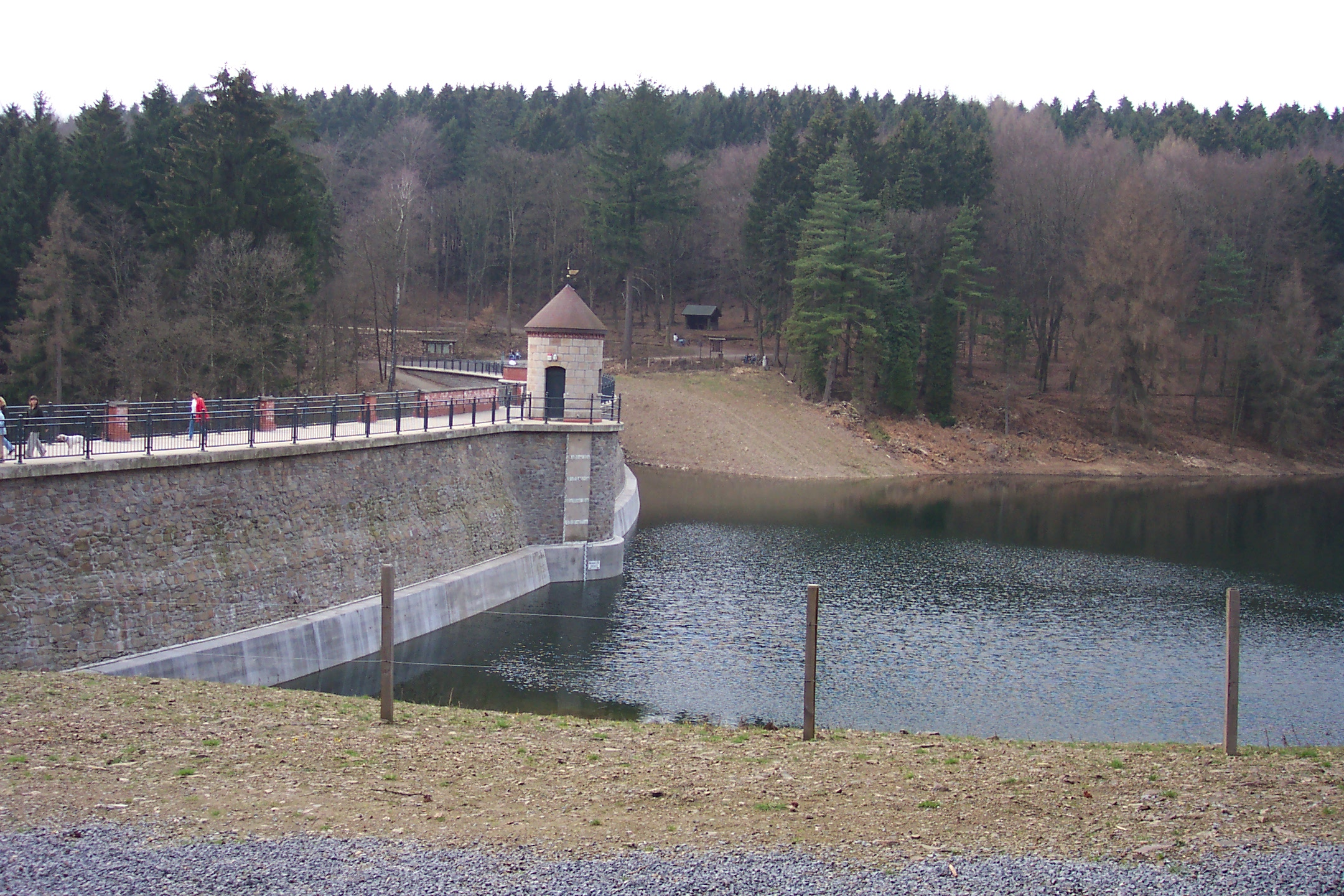

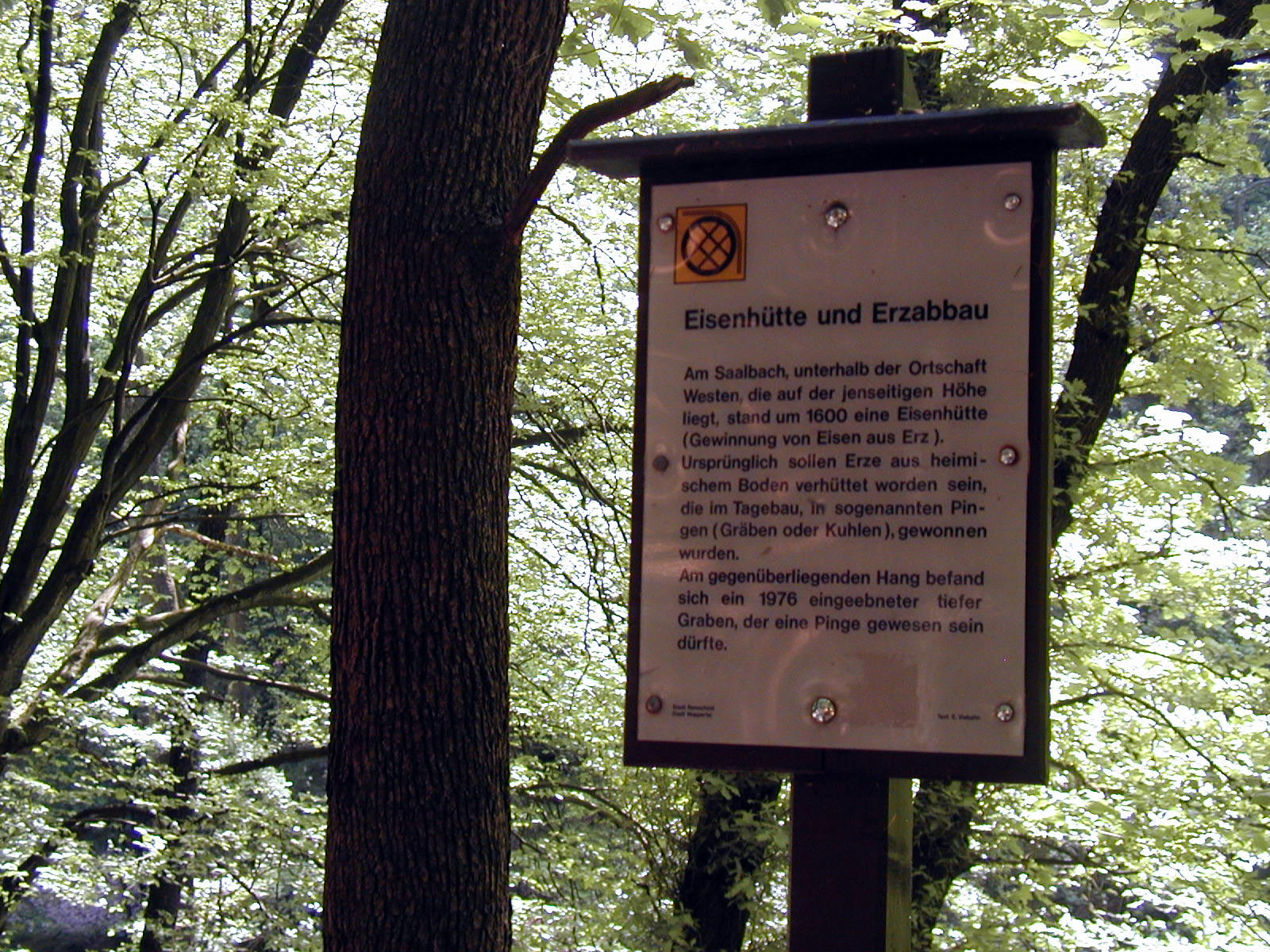

薩爾巴赫河（德語：Saalbach），是德國的河流，位於該國西部，處於北萊茵-威斯特法倫州，屬於蓋爾佩河的支流，河道全長2.5公里，流域面積2.4平方公里。